# Лапотково (усадьба)
Лапотково — утраченная усадьба князей Лазаревых и Урусовых в селе Лапотково Щёкинского района Тульской области.

## История
Прежнее название села — Покровское. На чаше от 1730 года, подаренной Покровской церкви помещиком села князем Иваном Шаховским, имеется надпись: «Чаша святая, подаренная в село Покровское». Позже село было переименовано в Лапотково, так как основным занятием местного населения было плетение лаптей. Имение рядом с селом было основано в середине XVIII века помещиками Лазаревыми, которое они получили от Елизаветы I за выдающиеся заслуги перед государством.
Имя архитектора и точная дата постройки главного усадебного дома неизвестно, но в конце XVIII века он уже существовал. В 1787 году Екатерина II, возвращавшаяся со свитой из поездки по землям юга Российской империи, остановилась в господском доме князей Лазаревых и присутствовала на литургии в Покровской церкви. Список лиц, составлявших эту свиту, висел впоследствии в рамке в одной из гостевых дома. Имение Лапотково, находившееся возле Посольской дороги (ныне это шоссе Москва — Симферополь), посещалось и многими другими знаменитыми лицами: Александр I, Николай I, полководец Суворов, писатели Пушкин, Лермонтов, Тургенев, Толстой, когда они направлялись на юг или с юга.
К усадебному дому примыкал красивый парк на 65 гектар и фруктовый сад. Внутренняя отделка дома соответствовала его внешнему виду: все комнаты были наполнены старинной мебелью, картинами и портретами. Одна из комнат, заканчивающая собой анфиладу, была сохранена в том самом виде, когда в ней ночевала императрица Екатерина II.
Последней владелицей имения в Лапоткове в начале XX века была дочь Лазаря Екимовича Лазарева, княгиня Леонилла Лазаревна Урусова (1842—1932), получившая её в качестве приданного от отца. Муж её старшей дочери Екатерины Александровны Урусовой капитан первого ранга Сергей Павлович Шеин погиб в 1905 году в бою с японской эскадрой при Цусиме. Вдова Шеина, посвятив себя благотворительности, организовала в Лапоткове больницу, развалины которой сохранилось до наших дней. Её сестра Анна Александровна, в замужестве княгиня Оболенская, ежегодно вносила значительную сумму на содержание больницы. На средства Лазаревых также содержалась богадельня при храме.
Все накопленные в имении ценности после Октябрьской революции были полностью разграблены местными жителями, а за годы советской власти были уничтожены и все усадебные постройки. В самом селе Лапотково сохранилась в полуразрушенном виде Покровская церковь и фундамент больницы.

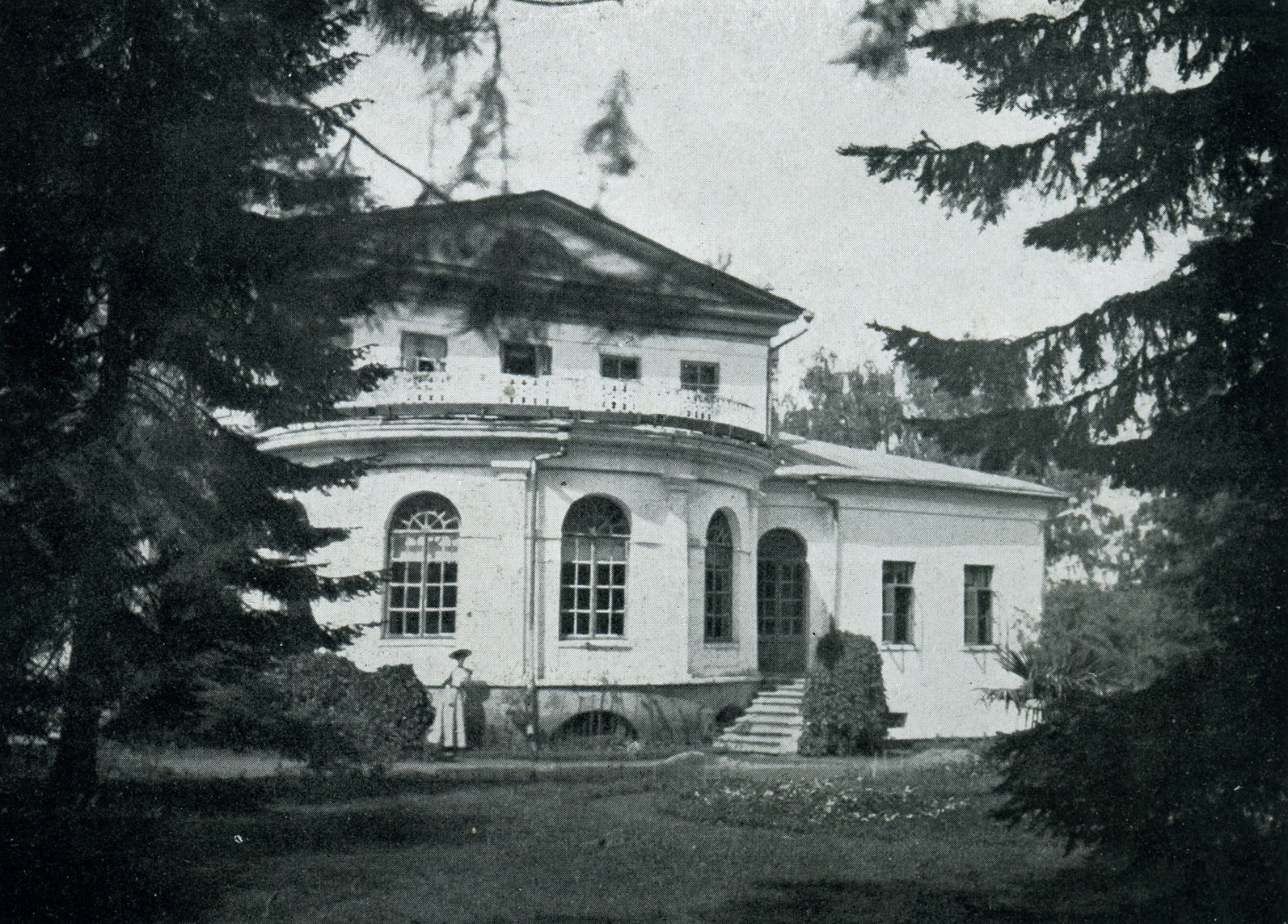
Задний фасад усадебного дома
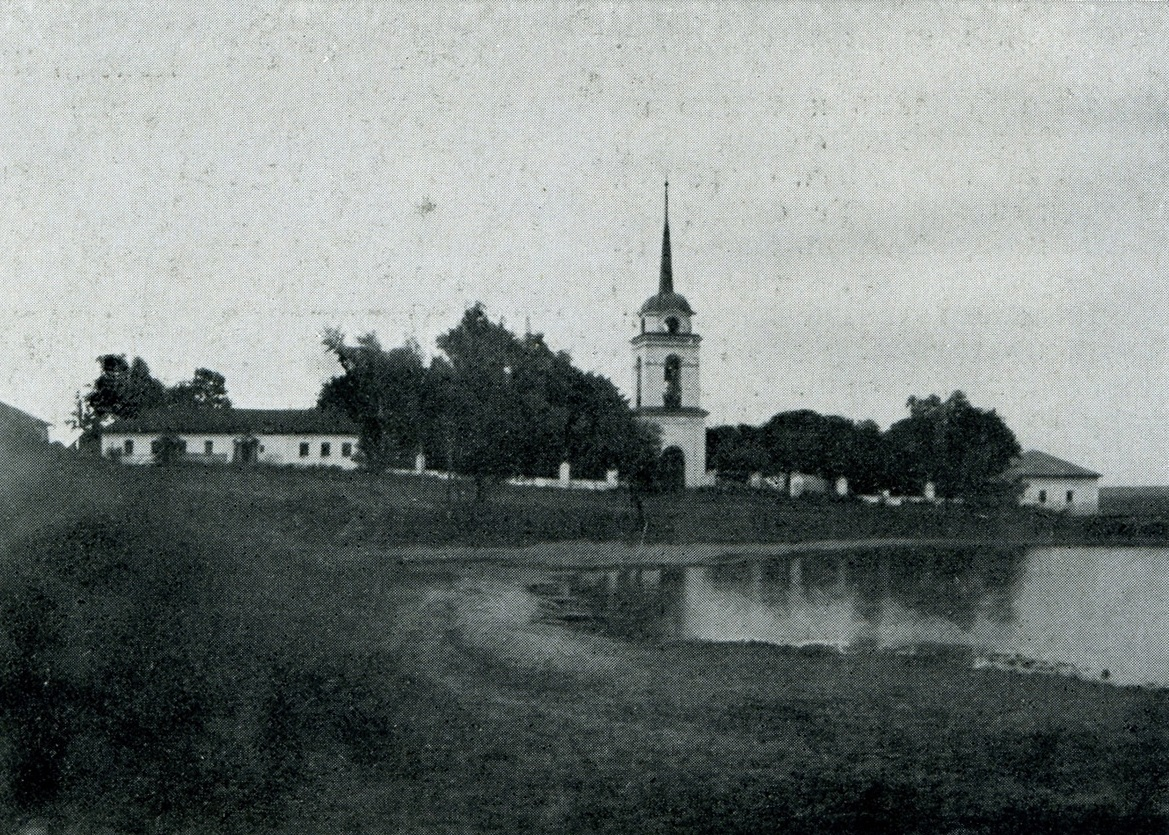
Покровская церковь, в которой бывала Екатерина II